# キーウ地下鉄オボロンスコ・テレムキフスィカ線
オボロンスコ・テレムキフスィカ線（2号線）は、ウクライナ・キーウ地下鉄の鉄道路線の一つである。

## 沿革
- 1976年12月17日 - コントラクトーヴァ・プローシチャ駅から独立広場駅が開業。
- 1980年12月19日 - オボローニ駅からコントラクトーヴァ・プローシュチャ駅が開業。
- 1981年12月19日 - 独立広場駅から共和国スタジアム駅が開業。
- 1982年11月6日 - ヘローイウ・ドニプラー駅からオボローニ駅が開業。
- 1984年12月30日 - 共和国スタジアム駅からルィービドシカ駅が開業。
- 2010年12月15日 - ルィービドシカ駅からヴァスィリキーウシカ駅が開業。
- 2011年12月27日 - ヴァスィリキーウシカ駅からヴァスィーリキウ通り中央駅が開業。
- 2012年10月25日 - ヴァスィーリキウ通り中央駅からイポドラム駅が開業。
- 2013年11月6日 - イポドラム駅からチェレムキ駅が開業。
- 2018年2月 - オボロンスコ・テレムキフスィカ線に改称[1]。

## 駅一覧
| 日本語駅名                                         | ウクライナ語駅名         | 営業キロ | 接続路線、備考                                 |
| -------------------------------------------------- | ------------------------ | -------- | ---------------------------------------------- |
| ヘローイウ・ドニプラー駅                           | Героїв Дніпра            | 0.0      | 「ドニエプルの英雄たちの駅」                   |
| ミーンスィカ駅                                     | Мінська                  |          | ミンスク市に由来                               |
| オボローニ駅                                       | Оболонь                  |          | ビールで有名な地区名                           |
| ポチャイナ駅                                       | Почайна                  |          | ウクライナ鉄道(ポチャイナ駅)                   |
| タラーサ・シェウチェーンカ駅                       | Тараса Шевченка          |          | タラス・シェフチェンコに由来                   |
| コントラクトーヴァ・プローシュチャ駅               | Контрактова площа        |          |                                                |
| ポシュトーヴァ・プローシチャ駅                     | Поштова площа            |          | キーウケーブルカー、中央郵便局のある広場に由来 |
| 独立広場駅                                         | Майдан Незалежності      |          | 地下鉄：■1号線（フレシチャーティク駅）         |
| プローシュチャ・ウクラインスィキーフ・ヘローイウ駅 | Площа Українських Героїв |          | 地下鉄：■3号線（スポーツ宮殿駅）               |
| オリンピーイシカ駅                                 | Олімпійська              |          | 旧、共和国スタジアム駅                         |
| ウクライナ宮殿駅                                   | Палац «Україна»          |          |                                                |
| ルィービドシカ駅                                   | Либідська                |          | キーウの創始者のひとり、リービジに由来         |
| デミーイウシカ駅                                   | Деміївська               |          | 昔の町名デミーイウカに由来                     |
| ホロシーイウシカ駅                                 | Голосіївська             |          | 所在地のホロシーイウカ地区に由来               |
| ヴァスィリキーウシカ駅                             | Васильківська            |          | ヴァスィーリキウ通りに由来                     |
| ヴァスィーリキウ通り中央駅                         | Виставковий центр        |          | ヴァスィーリキウ通りに由来                     |
| イポドロム駅                                       | Іподром                  |          |                                                |
| テレムキ駅                                         | Теремки                  | 20.95    |                                                |